# Ерик Мусамбани
Ерик Мусамбани (енгл. Eric Moussambani; 31. мај 1978) је пливач из Екваторијалне Гвинеје, познат још и као „Ерик Јегуља“.

## Каријера
Мусамбани је учествовао на 27. олимпијским играма у Сиднеју 2000. године у трци на 100 м слободним стилом. Његов долазак је био последица одлуке Олимпијског комитета да дозволе учешће представницима земаља које нису до тада имале значајне резултате, без обзира на њихову припремљеност. Тако је двадесетдвогодишњи Мусамбани пливањем почео да се бави тек шест месеци пре наступа у Сиднеју, а тренирао је само у хотелском базену дужине 20 метара и ниједном му није пошло за руком да свих 100 метара преплива, а да се не заустави да предахне. У олимпијски базен је први пут ушао тек по доласку у Сиднеј. У квалификацијама се налазио у најслабијој групи која је имала само три такмичара. Пошто су његови противници Карим Баре из Нигера и Фаркод Орипов из Таџикистана скочили раније у базен и била дисквалификована. Тек када су двојица дисквалификованих изашла из базена и када се вода умирила, Мусамбани је полако ставио наочаре, попео се на старни  блок, ускочио у базен и као једини пливач победио.. У базену је Мусамбани пливао до тада невиђеним „стилом“; махао је рукама и ногама, често тонуо и изгледало је као да се дави и једва одржава на површини. Судије и публика су најпре били у шоку, али се потом хала орила од клицања пливачу. Препливао је за један минут и 52,72 секунде што је двоструко дуже време од просечног, али је ипак остварио национални рекорд. То је био најслабији резултат у историји олимпијских игара на 100 м слободно. По изласку из базена, окупљеним новинарима је рекао како му је то најсрећнији дан у животу и како је последњих 15 метара било веома тешко. Медији су пропратили успех овог спортисте и постао је један од најпознатијих те године. Иако се припремао и за наредне игре, па чак постигао лични рекорд испод 57 секунди, није учествовао због проблема са визом. Није учествовао ни 2008. године.